# Viexpo
Viexpo, acrónimo de la Exposición y Encuentro Internacional de la Vivienda, fue una exposición internacional realizada en Santiago de Chile entre el 8 de septiembre y el 15 de octubre de 1972. Fue organizada por el gobierno de Salvador Allende para mostrar los logros de las políticas habitacionales chilenas y presentar las experiencias de otros países al respecto.

## Historia
El 9 de noviembre de 1971 fue constituida por la Corporación de Mejoramiento Urbano (Cormu) y la Corporación de Fomento de la Producción (Corfo) la «Sociedad de Fomento, Desarrollo y Mejoramiento Urbano Viexpo Limitada», destinada a fomentar el desarrollo de exposiciones y administrar recintos para dichos eventos. El gerente general de Viexpo fue Abraham Schapira, y Miguel Lawner fue uno de los organizadores.

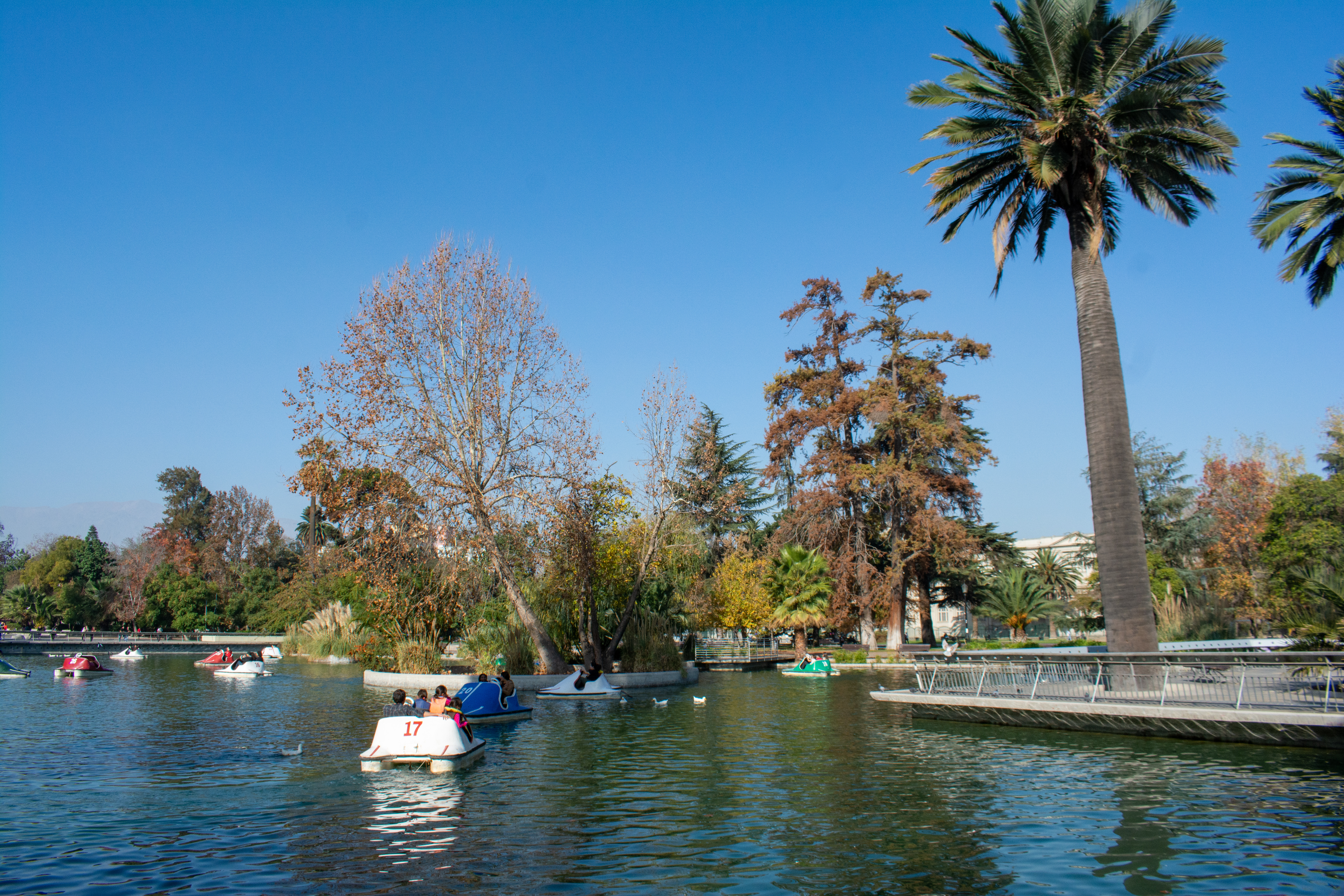
Laguna del Parque Quinta Normal, sector donde se desarrolló la Viexpo

Para albergar la Exposición Internacional de Vivienda se utilizaron los pabellones instalados en el Parque Quinta Normal para la realización de la Exposición Nacional de Chile (más conocida como «Chilexpo»), que se llevó a cabo entre el 15 de mayo y el 4 de julio de 1972. El espacio comprendía 5 edificios de estructuras modulares metálicas, dispuestos en torno a la laguna del parque, con una superficie total de 15 mil m².
La exposición fue inaugurada por el presidente de la República, Salvador Allende, el 8 de septiembre de 1972, acompañado del ministro de Vivienda y Urbanismo, Luis Matte Valdés, el ministro de Salud, Juan Carlos Concha Gutiérrez, y el secretario general de Gobierno, Hernán del Canto. Los temas principales desarrollados por la Viexpo fueron:
- Planificación Físico Territorial
- Institucionalidad de la Vivienda y el Hábitat
- Programas y Realizaciones
- Diseño Habitacional y de Equipamiento
- Industrialización y Productividad
- Implementación Técnica, Documentación y Difusión

Dentro de los objetos exhibidos en Viexpo se encontraban los ganadores del Concurso Nacional de Ideas e Inventos de los Trabajadores de la Construcción "Carlos Cortés", que recibió hasta el 1 de septiembre las propuestas e ideas presentadas por los obreros de la construcción; el primer premio fue para Erich Venegas, quien diseñó un mueble alacena con un comedor abatible que optimiza el espacio en viviendas de reducidas dimensiones, y fue premiado con un viaje de 15 días a Cuba. Dos de los segundos premios fueron para una prensa para cañerías plásticas diseñada por Nelson Barría Osses y ejecutada por Sergio Vásquez, y para el diseño de una unidad sanitaria, elaborada por Aníbal Riquelme Pino. También se exhibieron los resultados del Concurso Internacional de Remodelación del Centro de Santiago.
Dado que la exhibición coincidió con la celebración de las Fiestas Patrias, Viexpo contó también con un casino de autoservicio y la presentación de grupos folclóricos, sumado a la actuación especial del grupo Los Baquianos y el conjunto Chile ríe y canta. Se exhibieron películas y documentales en la sala de reuniones, y a cada niño asistente se le regaló un remolino de papel que imitaba el logotipo de la exposición. También se realizó una feria de artesanía chilena a cargo del Servicio de Cooperación Técnica (Sercotec).

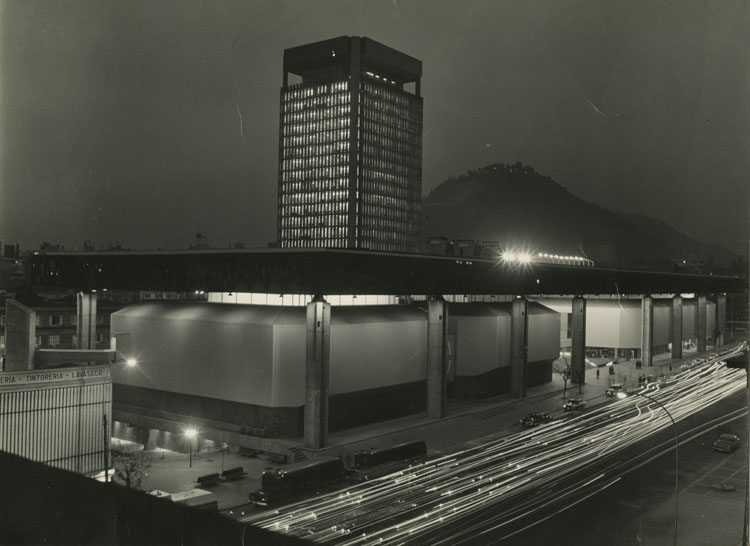
Edificio UNCTAD, lugar donde se realizó el Encuentro Solidario de la Vivienda

De forma paralela a la exposición realizada en la Quinta Normal, del 9 al 16 de septiembre de 1972 se desarrolló en el Edificio UNCTAD III el Encuentro Solidario de la Vivienda, destinado a debatir sobre los programas de vivienda social que se planteaban en el marco del proyecto de la «vía chilena al socialismo»; se debatieron cuatro temas principales: política habitacional e institucionalidad, participación de la comunidad, planificación física territorial, y formas y relaciones de producción. Asistieron 700 delegados oficiales y 800 observadores a las distintas ponencias realizadas.
La exposición se extendió hasta el 15 de octubre de 1972, y en los días siguientes parte de la muestra se presentó en la Feria Internacional de Santiago (FISA) desarrollada en Cerrillos.

## Pabellones
El pabellón A de Viexpo estuvo a cargo del Ministerio de Vivienda y Urbanismo y sus corporaciones —Corporación de la Vivienda (Corvi), Corporación de Mejoramiento Urbano (Cormu), Corporación de Obras Urbanas (COU) y Corporación de Servicios Habitacionales (Corhabit)— para presentar una visión de la política habitacional del gobierno, mientras que el pabellón B estuvo dedicado a la industria nacional, donde 40 organizaciones presentaron su trabajo; entre ellas estuvo presente la fábrica KPD de Quilpué que elaboraba paneles de hormigón para edificios.
Los pabellones C y D estuvieron destinados a los países participantes en Viexpo:
- Alemania Oriental
- Argentina
- Checoslovaquia
- Colombia
- Cuba
- España
- Estados Unidos
- Francia
- Hungría
- Inglaterra
- México
- Perú
- Portugal
- Uruguay
- Panamá
- Unión Soviética

Entre las exhibiciones destacadas por la prensa chilena se encontraba la de Cuba, que utilizaba un sistema de diapositivas para presentar la política habitacional de dicho país.